# Полденка
Полденка (Кулаковка) — река в России, протекает по Оленинскому району Тверской области. Устье реки находится в 89 км от устья Осуги по правому берегу. Длина реки составляет 11 км.
В бассейне Полденки расположены деревни Гришинского сельского поселения: Заброды, Малая Полденка, Кулаковка, Медведица, Большая Полденка и Селишня.

## Данные водного реестра
По данным государственного водного реестра России относится к Верхневолжскому бассейновому округу, водохозяйственный участок реки — Вазуза от истока до Зубцовского гидроузла, без реки Яуза до Кармановского гидроузла, речной подбассейн реки — бассейны притоков (Верхней) Волги до Рыбинского водохранилища. Речной бассейн реки — (Верхняя) Волга до Куйбышевского водохранилища (без бассейна Оки).
Код объекта в государственном водном реестре — 08010100312110000001364.